# Chão de Couce
Chão de Couce es una freguesia portuguesa del municipio de Ansião, con 25,10 km² de superficie. Su densidad de población es de 93,6 hab/km².